# De cap tà l'immortèla
De cap tà l'immortèla est l'une des chansons les plus célèbres du groupe béarnais Nadau, dans l'album éponyme, qui a été composée en 1978. 

## Histoire
Les paroles sont en langue béarnaise, variante du gascon. C'est un hymne à la liberté et à l'amour de son pays qui est devenu très populaire dans toute l'Occitanie, au point de devenir une chanson traditionnelle. 
L'immortèla est le nom de l'edelweiss en occitan (à ne pas confondre avec l'« immortelle » en français qui est une fleur jaune qui ne sèche jamais qu'on trouve partout dans le midi).

## Utilisation

### Sport
Des supporters de la Section paloise (rugby à XV) affirment que la chanson est l'hymne naturel du club,.

### Festival
La chanson a souvent les honneurs de la cantèra au festival Hestiv'Òc.